# 関守稲荷神社
関守稲荷神社（せきもりいなりじんじゃ）は、兵庫県神戸市須磨区にある神社。祭神は稲倉魂神。
名前の由来は、源兼昌が詠んだ百人一首のうちの一首に登場する須磨の関があったとされる場所に神社を建てたことから来ている。

## ギャラリー

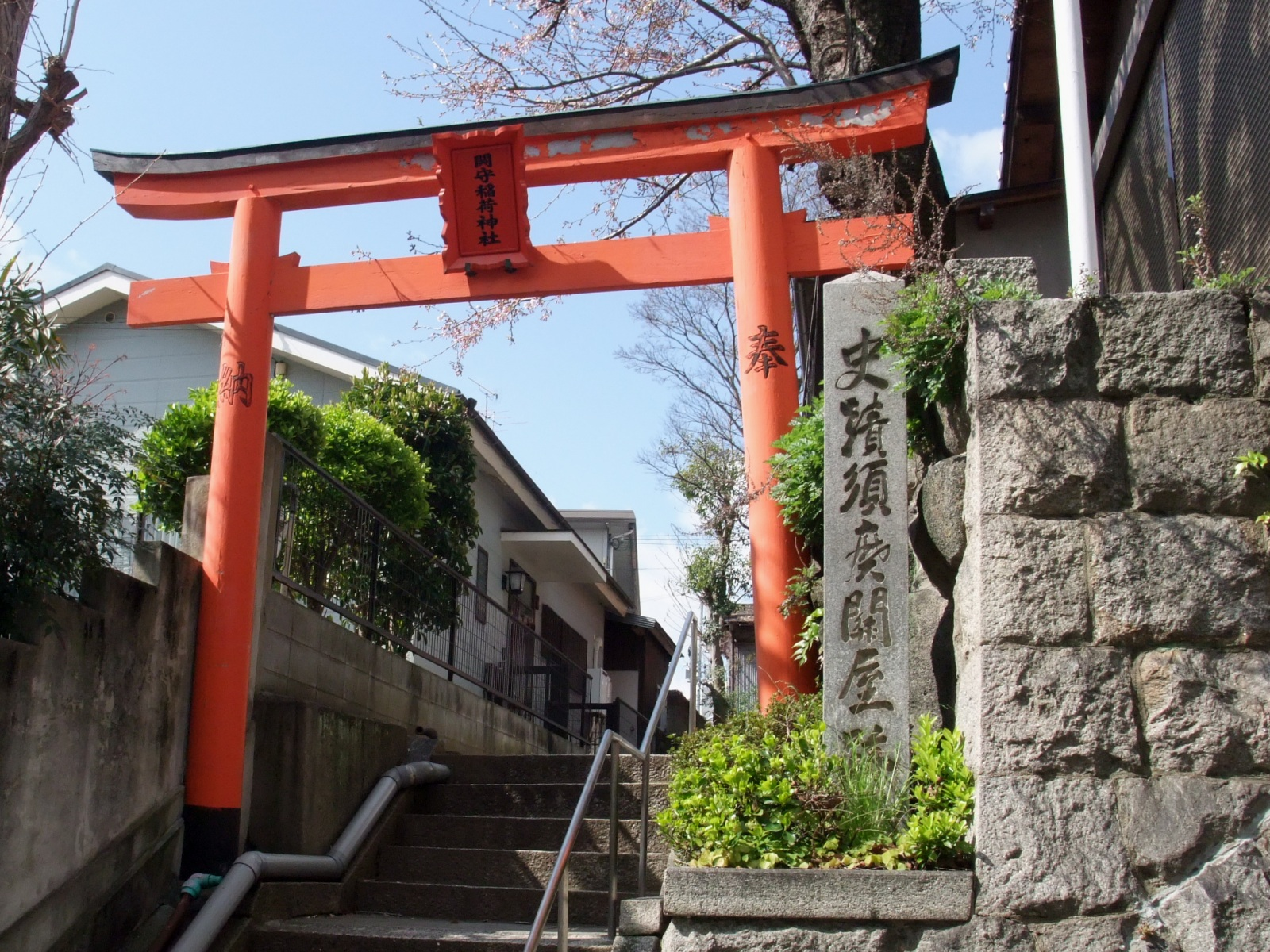
東側の鳥居
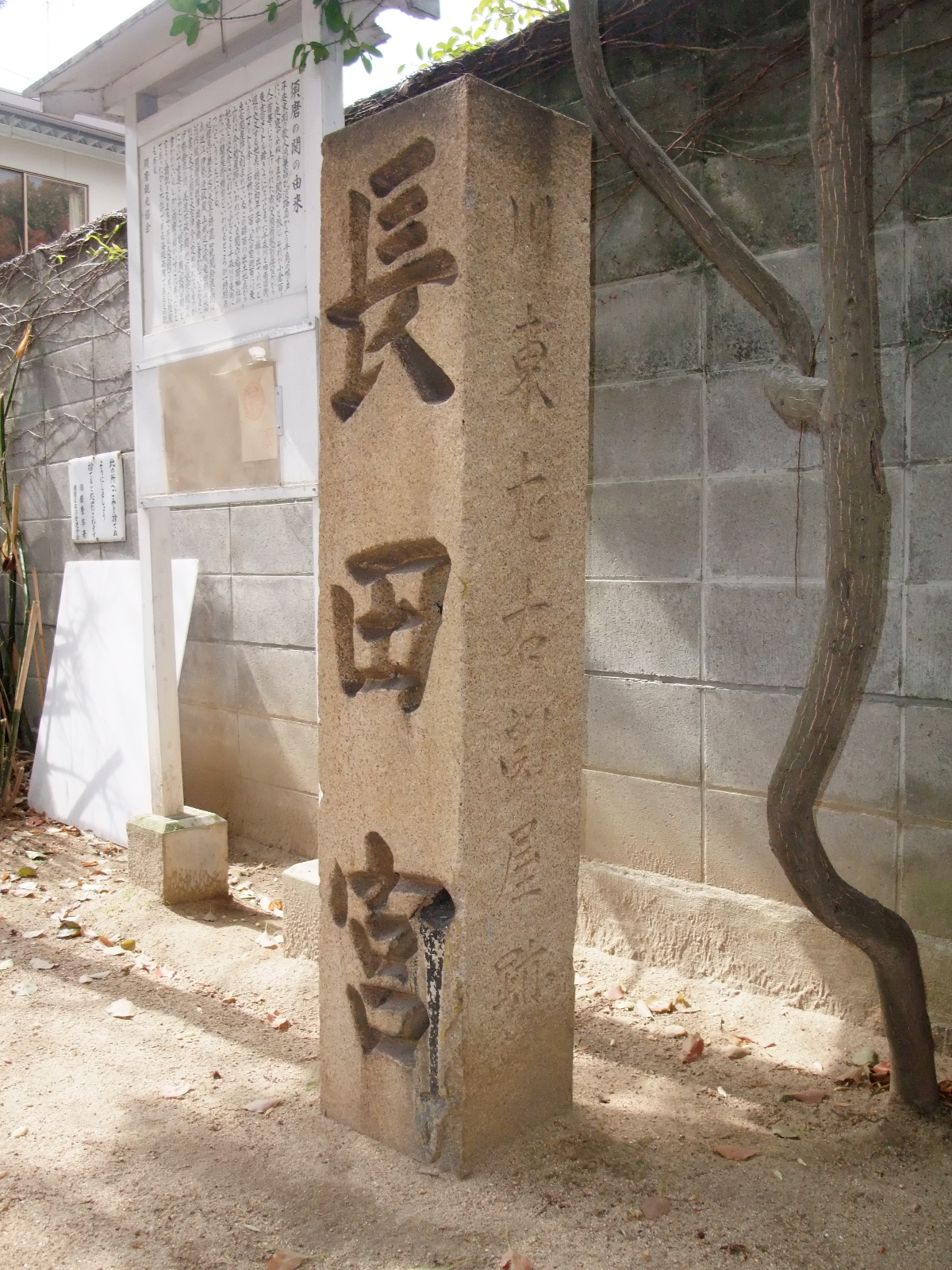
「関屋跡」石標
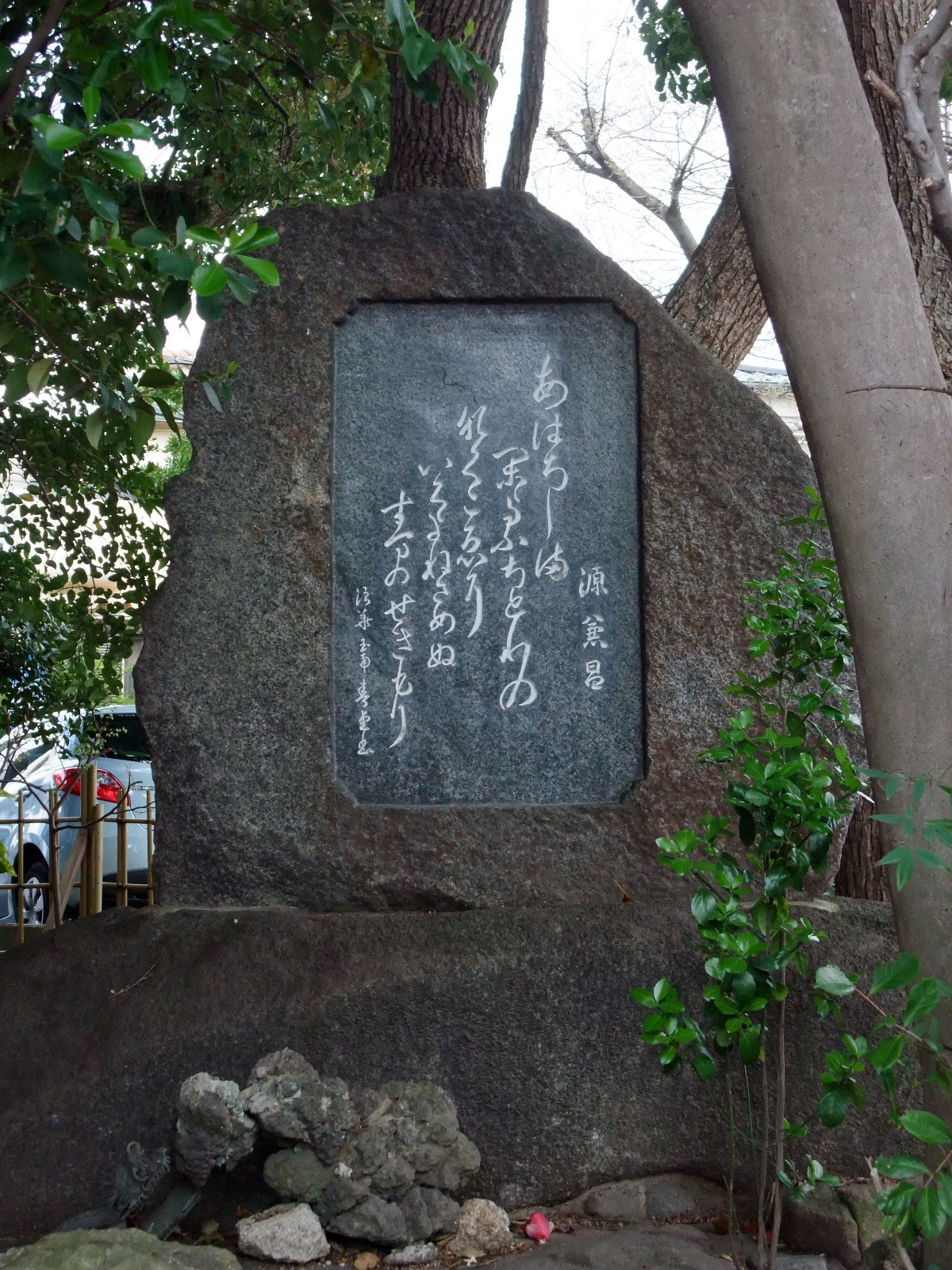
源兼昌の歌碑

## ご朱印
- 当社ではご朱印の授与は行われていない。（2024年2月現在）

## アクセス
- JR山陽本線 須磨駅より北東に徒歩約10分
- 山陽電鉄 山陽須磨駅より北東に徒歩約5分

## 周辺情報
- 村上帝社
- 現光寺（源氏寺）
- 須磨寺